# Namie amuro tour 2001 break the rules
『namie amuro tour 2001 break the rules』（ナミエ・アムロ・ツアー・トゥーサウザンドワン・ブレイク・ザ・ルールス）は、日本の女性歌手・安室奈美恵が5thアルバム『break the rules』を引っ提げて行ったライブツアー、且つ東京公演最終日（2001年5月27日）の模様が収録された映像作品。ファンクラブ限定盤は2002年発売。一般発売盤は2003年11月19日発売。発売元はavex trax。

## 解説
ファンクラブ限定盤、一般発売盤ともにジャケット、収録内容が異なる。また、ファンクラブ限定盤には特典映像として「Wishing On The Same Star (First Edit)」、「Did U」のビデオ・クリップが収録されている。
2004年12月8日に期間限定特別価格盤が発売された。2005年1月31日までの期間限定出荷。2003年11月19日に発売された一般発売盤との違いは価格が廉価になったことのみである（ジャケット、収録内容は同じ）。
2012年9月16日にデビュー20周年を記念して、期間限定スペシャルプライス盤が発売された。同年12月25日までの期間限定出荷。

## 収録曲

### ファンクラブ限定盤
1. break the rules
2. LOVE 2000
3. never shoulda
4. better days
5. LOOKING FOR YOU
6. SOMETHING 'BOUT THE KISS
7. CAN YOU CELEBRATE?
8. MEDLEY:TRY ME 〜私を信じて〜／太陽のSEASON／TRY ME 〜私を信じて〜
9. You're my sunshine
10. Band Introduce
11. no more tears
12. RESPECT the POWER OF LOVE
13. CROSS OVER
14. PLEASE SMILE AGAIN
15. Don't wanna cry
16. think of me
17. Body Feels EXIT
18. Chase the Chance
19. NEVER END
20. no more tears (Vasques Mix)
21. HimAWArI

Bonus Clip
1. Wishing On The Same Star (First Edit)
ディレクター：武藤真志
2. Did U
ディレクター：Kim Chan／振付：

### 一般発売盤
1. Opening
2. break the rules
3. LOVE 2000
4. never shoulda
5. better days
6. LOOKING FOR YOU
7. SOMETHING 'BOUT THE KISS
8. CAN YOU CELEBRATE?
9. You're my sunshine
10. Band Introduce
11. no more tears
12. RESPECT the POWER OF LOVE
13. CROSS OVER
14. PLEASE SMILE AGAIN
15. Don't wanna cry
16. think of me
17. Body Feels EXIT
18. Chase the Chance
19. NEVER END
20. no more tears (Vasques Mix)

## ツアー日程
| 公演数 | 開催日  | 会場                               |
| ------ | ------- | ---------------------------------- |
| 01     | 3月18日 | 幕張メッセ（千葉）                 |
| 02     | 3月27日 | 広島サンプラザホール               |
| 03     | 3月28日 | 広島サンプラザホール               |
| 04     | 3月31日 | 月寒グリーンドーム（北海道）       |
| 05     | 4月1日  | 月寒グリーンドーム（北海道）       |
| 06     | 4月7日  | マリンメッセ福岡                   |
| 07     | 4月8日  | マリンメッセ福岡                   |
| 08     | 5月1日  | 名古屋レインボーホール（愛知）     |
| 09     | 5月2日  | 名古屋レインボーホール（愛知）     |
| 10     | 5月5日  | 大阪城ホール                       |
| 11     | 5月6日  | 大阪城ホール                       |
| 12     | 5月12日 | 仙台市体育館（宮城）               |
| 13     | 5月13日 | 仙台市体育館（宮城）               |
| 14     | 5月19日 | 国立代々木競技場第一体育館（東京） |
| 15     | 5月20日 | 国立代々木競技場第一体育館（東京） |
| 16     | 5月26日 | 国立代々木競技場第一体育館（東京） |
| 17     | 5月27日 | 国立代々木競技場第一体育館（東京） |

## 参加ミュージシャン
- 安室奈美恵：Vocal

バンドメンバー
- カルロス・リオス：Guitar
- リンダ・テイラー：Guitar
- イェトロ・アウヴェス・ダ・シルバ：Keyboards
- キキ・エブセン：Keyboards
- 佐野健二：Bass
- ランド・リチャーズ：Drums
- ワース・ジジ：Percussion
- 塩梅仁：Manipulator
- 大串隆：Manipulator
- 中野哲靖：Manipulator
- ミナコ"ムーキー"オバタ：Chorus
- 伊藤理枝：Chorus